# Усть-Камо
Усть-Камо — упразднённый посёлок в Эвенкийском районе Красноярского края.
До 2002 года согласно Закону об административно-территориальном устройстве Эвенкийского автономного округа — село.

## География
Посёлок был расположен в юго-западной части Эвенкийского района в зоне тайги. Климат умеренный континентальный. Стоял на реке Подкаменная Тунгуска.

## История
Упоминается 29 (19) августа 1651 г. в качестве зимовья в Наказной памяти об организации ясачного сбора Якутской приказной избы служилому человеку Ивану Кормолину с товарищами.
Совместно с посёлком Куюмба на уровне муниципального устройства образовывал сельского поселения посёлок Куюмба, в границах сельсовета было образовано сельское поселение посёлок Куюмба и до 2011 года на уровне административно-территориального устройства посёлок входил в Куюмбинский сельсовет.
В 2017 году посёлок был упразднён в связи с отсутствием населения.

## Население
| 2010 |
| ---- |
| 0    |